# François Dosse
François Dosse (Paris, 21 de septiembre de 1950) es un historiador y epistemólogo francés, especialista en historia intelectual.
Su producción académica comenzó en 1983 con la publicación de su tesis doctoral sobre la Escuela de los Annales, escuela sobre la que ha trabajado mucho y desde la cual ha sido protagonista de la llamada Cuarta Generación y del fenómeno del desmigajamiento de la historia (concepto acuñado por Dosse en su famosa obra L'histoire en miettes, "La historia en migajas", publicada en 1987).
Tras sus primeros trabajos sobre historiografía, dedicó sus investigaciones a filósofos como Paul Ricoeur (sobre el que ha publicado varias obras desde 1997), Félix Guattari o el historiador Michel de Certeau. Ha sido uno de los fundadores de la revista "Espacio-Tiempo" (Espaces-Temps). Se ha preocupado de reflexionar acerca de las ideas y del desarrollo de éstas en la Historia dentro de la corriente denominada historia intelectual. En este aspecto cabe destacar su obra La Marche des idées. Histoire des intellectuels, histoire intellectuelle ("La marcha de las ideas. Historia de los intelectuales, historia intelectual", publicada en 2003). Aplicando estas ideas, ha publicado recientemente una doble biografía sobre Deleuze y Guattari, donde ha tratado de rehabilitar a este último en la historia intelectual francesa.

## Principales obras
- L'Histoire en miettes. Des "Annales" à la "nouvelle histoire" (París, 1987)
- Histoire du Structuralisme. Tome 1: Le champ du signe (París, 1991)
- Histoire du Structuralisme. Tome 2: Le chant du cygne (París, 1992)
- L'Instant éclaté. Entretien avec Pierre Chaunu (París, 1994)
- L'Empire du sens. L'humanisation des sciences humaines (París, 1995)
- Paul Ricoeur. Les senses d'une vie (París, 1997)
- Michel de Certeau. Le marcheur blessé (París, 2002)
- La marche des idées. Histoire des intellectuels, histoire intellectuelle (París, 2003)
- Paul Ricoeur et les sciences humaines (París, 2007)
- Gilles Deleuze et Félix Guattari, biographie croisée (París, 2007)
- Renaissance de l'événement. Un défi pour l'historien : entre Sphinx et Phénix (París, 2010)